# Talk (logiciel)
Pour les articles homonymes, voir Talk.
Talk est une commande UNIX permettant la copie d'une ligne d'un terminal sur celui d'un autre utilisateur.
Sur les environnements GNU/Linux, elle est fournie avec le  paquet GNU inetutils.